# Policlorobifenili

Formula di struttura del decaclorobifenile

I policlorobifenili, noti spesso con la sigla PCB, sono una classe di composti organici la cui struttura è assimilabile a quella del bifenile i cui atomi di idrogeno sono sostituiti da uno fino a dieci atomi di cloro. La formula bruta generica dei PCB è C12H10-xClx. Sono considerati inquinanti persistenti dalla tossicità in alcuni casi avvicinantesi a quella della diossina.

## Proprietà
Il PCB, nell'iniziale accezione di miscela di diversi isomeri di posizione e diverse molecole a differente grado di clorurazione, è un prodotto brevettato dalla Monsanto.
La maggior parte dei PCB si presenta in forma di solidi cristallini incolori, mentre le miscele di uso industriale sono liquidi viscosi, la cui viscosità è generalmente proporzionale al tenore di cloro presente.
Benché le loro proprietà fisiche varino all'interno della classe, tutti i PCB sono caratterizzati da una bassa solubilità in acqua e da una bassa volatilità. Sono inoltre tutti molto solubili in sostanze idrofobe come oli e grassi. Sono sostanze molto stabili, che possono essere distrutte solo per incenerimento o attraverso processi catalitici.
Le miscele di PCB erano usate in un'ampia gamma di applicazioni. Il loro uso commerciale nasceva principalmente dalla elevata stabilità chimica, da cui la sostanziale non infiammabilità, e da utili proprietà fisiche quali l'essere un ottimo isolante elettrico e un buon conduttore termico. Gli oli, generalmente indicati con il termine askarel, venivano usati come fluidi dielettrici per grandi condensatori e grandi trasformatori, fluidi per scambio termico, fluidi per circuiti idraulici, lubrificanti e oli da taglio. I PCB erano usati anche come additivi in vernici, pesticidi, carte copiative, adesivi, sigillanti, ritardanti di fiamma e fissanti per microscopia.
La loro stabilità è tuttavia anche responsabile della loro persistenza nell'ambiente.

## Tossicità e rischi ambientali
L'uso dei PCB è andato declinando dagli anni settanta, a causa dell'allarme ambientale sorto attorno ad essi che ha portato al bando della loro produzione in numerose nazioni. Il loro grado di tossicità è stato comunque oggetto di controversia. La tossicità dei diversi PCB varia molto da composto a composto come pure il meccanismo di azione biologica; i cosiddetti non-orto PCB, o Co-PCB (PCB complanari rispetto ai due anelli aromatici) sono i più tossici e i più simili alla diossina per effetti e proprietà. Inoltre, negli stessi, l'ossidazione parziale, anche in seguito a combustione incompleta, può originare diossine clorurate, tra cui TCDD.
Gli effetti più comunemente osservati sulla salute umana sono la cloracne e le eruzioni cutanee. Studi su lavoratori esposti hanno mostrato alterazioni nell'analisi di sangue e urine correlabili a danni a carico del fegato.
Pochi sono gli studi che associano l'esposizione ai PCB al cancro del fegato e delle vie biliari; secondo la statunitense EPA i PCB sono composti probabilmente cancerogeni per l'uomo e solo nel febbraio 2013 l'Agenzia Internazionale per la Ricerca sul Cancro IARC ha stabilito una correlazione certa tra esposizione ai PCB e cancro.
La Convenzione di Stoccolma sugli inquinanti organici persistenti pone dal 2001 tra i suoi obiettivi l'eliminazione o diminuzione d'uso di alcune sostanze nocive per la salute umana e per l'ambiente, gli Inquinanti Organici Persistenti (POP). I POP sono composti chimici con proprietà tossiche che si propagano nell'aria, nell'acqua e nel terreno e, a causa della loro stabilità chimica, rimangono nell'ambiente per lungo tempo. In questo approccio 12 inquinanti principali: aldrin, clordano, dicloro difenil tricloroetano, dieldrin, endrin, eptacloro, mirex, toxafene, esaclorofene e tre classi di composti: policlorodibenzodiossine (PCDD o più comunemente detta diossina), policlorodibenzofurani (PCDF). e i policlorobifenili (PCB), sono accomunati per azione e persistenza.
Il PCB entra soprattutto nei sistemi acquosi, penetra nel corpo degli animali e, essendo liposolubile, passa nei tessuti adiposi e vi si accumula. La tossicità diretta non è la più pericolosa, in quanto per uccidere un topo occorrono circa 5 grammi di PCB per ogni chilo di massa corporea, mentre è l'assorbimento prolungato nel tempo e quindi l'accumulo che porta alla morte. Il PCB si diffonde nel fegato, nei tessuti nervosi e in tutti gli organi e tessuti ad alta componente lipidica.

### Il caso Brescia-Caffaro
La produzione di PCB fu vietata per la prima volta in Giappone nel 1972, a seguito di un incidente che coinvolse 2000 persone. In seguito fu vietata negli Stati Uniti a partire dal 1977, e in Italia a partire dal 1983.
In quell'anno ha terminato l'attività l'unico stabilimento italiano che produceva PCB, la Caffaro di Brescia. Tale azienda, a seguito dell'acquisizione nel 1930 dalla Monsanto dei diritti di utilizzo del brevetto, produceva PCB dal 1932.
Brescia ed Anniston, negli USA, rappresentano i maggiori casi a livello mondiale di contaminazione da PCB nelle acque e nel suolo, in termini di quantità di sostanza tossica dispersa, estensione del territorio contaminato, numerosità della popolazione coinvolta e durata della produzione.
I valori rilevati dalla ARPA bresciana a partire dal 1999, sono anche 5000 volte al di sopra dei limiti fissati dal DM 471/1999 (livelli per area residenziale, 0,001 mg/kg).
A seguito di quella ed altre indagini, a giugno 2001 è stata presentata una denuncia di disastro ambientale alla Procura della Repubblica di Brescia.
Altre indagini a campione sulla popolazione bresciana adulta hanno evidenziato che i residenti di alcune aree urbane hanno valori di PCB in media superiori anche di 10-20 volte circa rispetto a quelli di riferimento.
Alcune aree del comune sono dichiarate Sito di interesse nazionale per la contaminazione diffusa da PCB, PCDD-PCDF, arsenico e mercurio.